# Roger Tuivasa-Sheck
Roger Tuivasa-Sheck (Apia, 5 giugno 1993) è un rugbista a 13 ed ex rugbista a 15 neozelandese internazionale per la Nuova Zelanda sia nel rugby a 13 che nel rugby a 15 nel ruolo di tre quarti ala o centro.

## Biografia
Nato ad Apia, capitale delle Samoa, Roger Tuivasa-Sheck frequentò l'Otahuhu College ad Auckland giocando sia rugby a 13 che rugby a 15 e per entrambe fu selezionato nelle rappresentative giovanili, salvo poi scegliere il rugby league. Nel 2011 venne ingaggiato dalla franchigia dei Sydney Roosters. Il debutto in National Rugby League avvenne nel 2012 in un incontro con Gold Coast Titans.
Nel 2013 vinse il campionato NRL e ad ottobre venne convocato per la Coppa del Mondo di rugby a 13 rappresentando la Nuova Zelanda. Giocò tutte le sei partite del torneo, marcando otto mete, compresa la finale a cui i Kiwis dovettero arrendersi all'Australia.
Nel 2015 venne annunciato che Tuivasa-Sheck aveva firmato un triennale con i NZ Warriors ma con decorrenza a partire dalla stagione successiva. La stagione in NRL si concluse in semifinale marcando dodici mete in totale. Nel 2016 fece il suo debutto con la maglia Warriors. Un infortunio al legamento crociato anteriore fece concludere anticipatamente la stagione.
Nel 2017 venne nominato capitano della franchigia neozelandese e l'anno successivo vinse il premio Dally M Medal come miglior giocatore della stagione.
Il 30 gennaio annunciò che lascerà i New Zealand Warriors e la stessa National Rugby League per firmare un contratto con la federazione di rugby a 15 neozelandese nel tentativo dichiarato di giocare per gli All Blacks.
Il 16 luglio 2022 fece il suo debutto internazionale con gli All Blacks nella sconfitta con l'Irlanda riuscendo a rappresentare la Nuova Zelanda nel rugby a 15 dopo averla precedentemente rappresentata nel rugby a 13.

## Palmarès

### Rugby a 13
- National Rugby League: 1
Sidney Roosters: 2013